# Kloster Malgarten

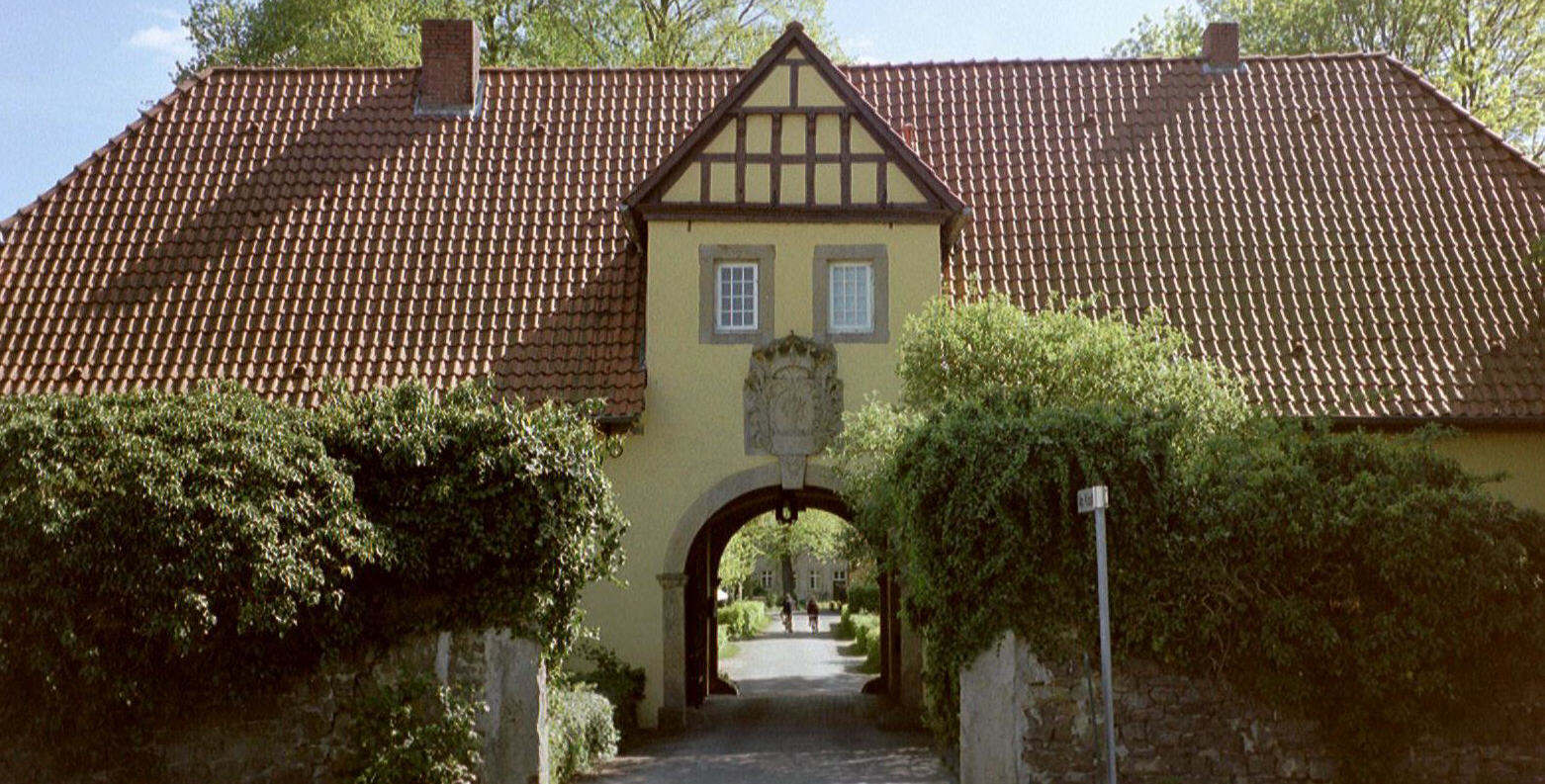
Torhaus des ehemaligen Klosters Malgarten

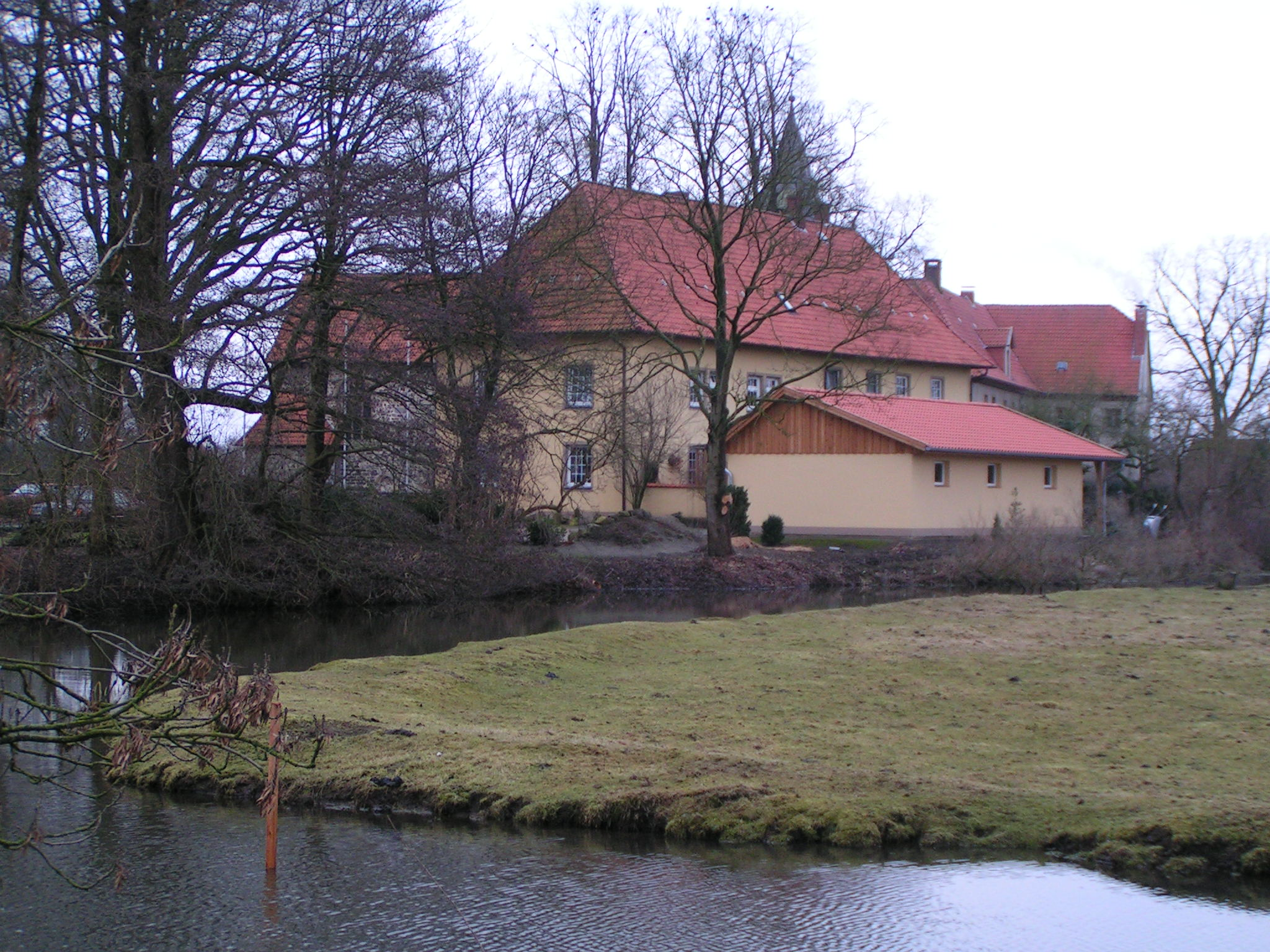
Ehemaliges Kloster, von der Hase aus betrachtet

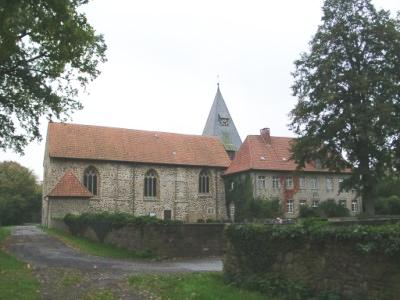
Kirche des ehemaligen Klosters Malgarten, von Norden betrachtet

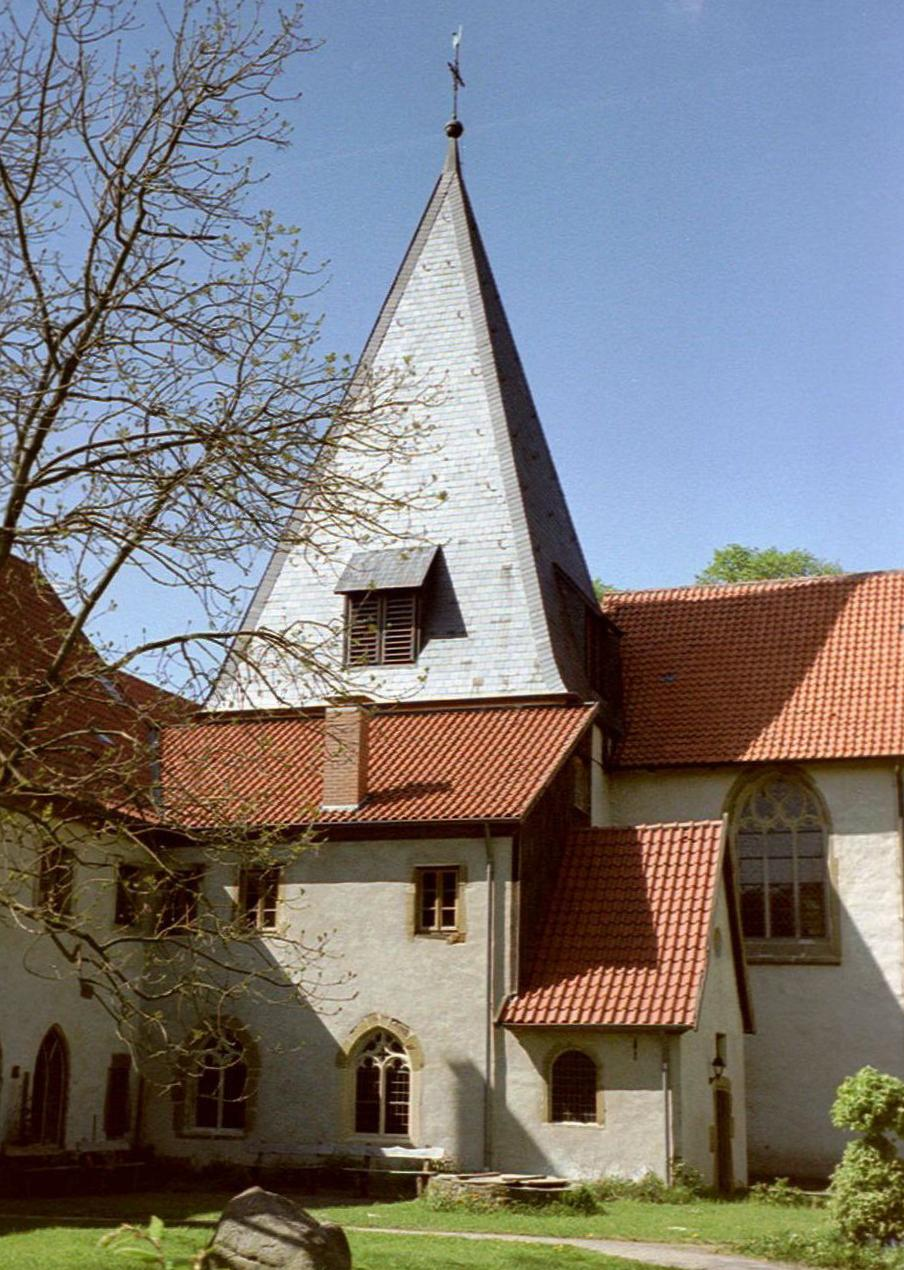
Kirche des ehemaligen Klosters Malgarten, von Südosten betrachtet

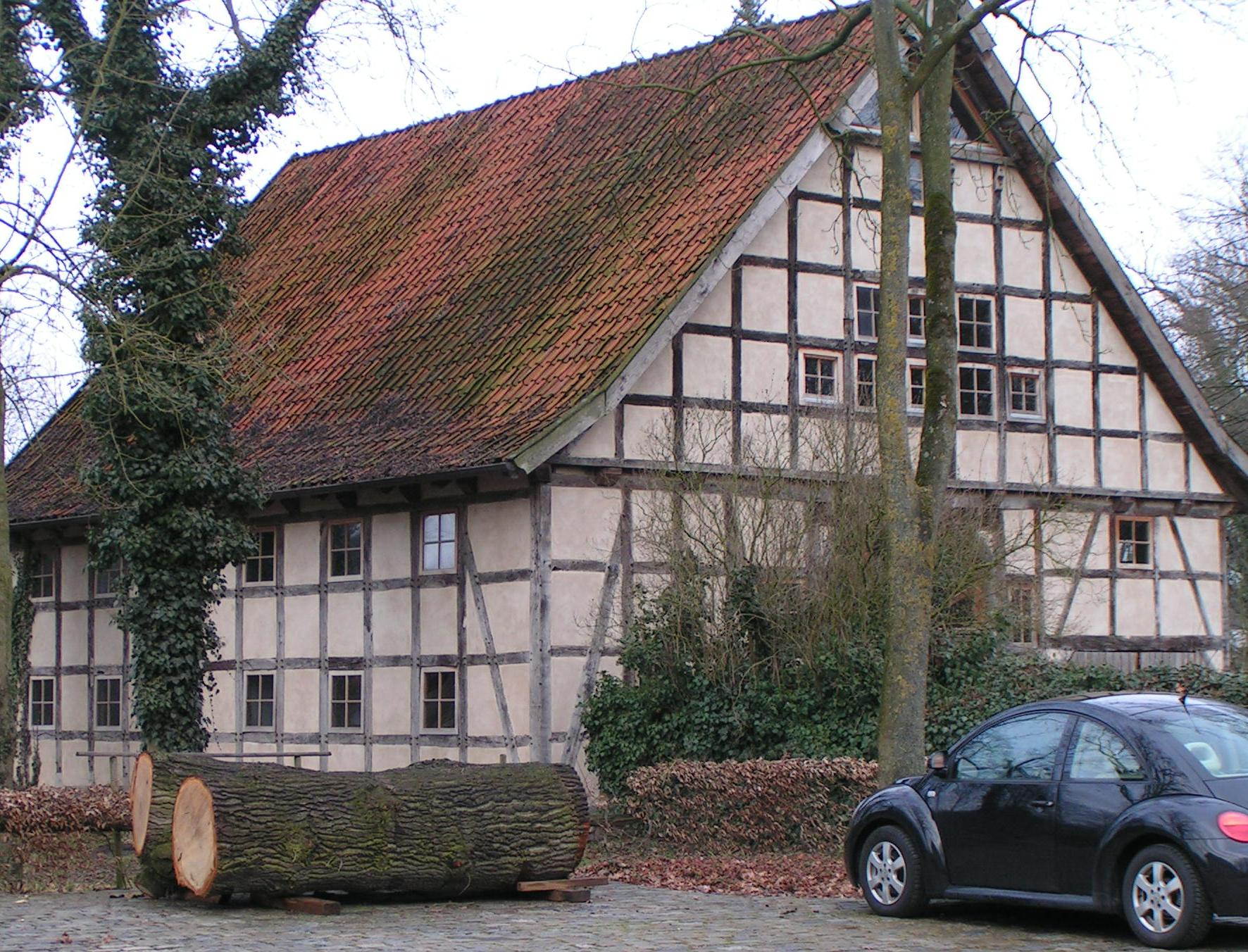
Kulturscheune auf dem Gelände des ehemaligen Klosters

Das Kloster Malgarten ist ein ehemaliges Benediktinerinnenkloster im Ortsteil Malgarten der Gemeinde Bramsche im Landkreis Osnabrück (Niedersachsen). Das Kloster selbst wurde 1175 gegründet, ursprünglich in Essen (Oldenburg) im Landkreis Cloppenburg. Von 1194 bis zur Säkularisation 1803 bestand es in Malgarten. Heute sind Kirche und Pfarrhaus in kirchlichem und die unter Denkmalschutz stehenden ehemaligen Klostergebäude in privatem Besitz.

## Gründung in Essen
Das Benediktinerinnenkloster wurde von den Grafen von Tecklenburg (Grafschaft Tecklenburg) gegründet. Das Ursprungskloster, wahrscheinlich eine Stiftung des Grafen Simon von Tecklenburg und seiner Mutter Eilika, in Essen (Oldenburg) brannte 1194 ab. Daraufhin wurde das Kloster in die Burg Malgarten verlegt, die den Tecklenburger Grafen gehörte.

## Kloster in Malgarten
Die Burg Malgarten, fünf Kilometer nordöstlich von Bramsche an dem in die Ems mündenden Arm des Flusses Hase gelegen, befindet sich an der Stelle einer frühmittelalterlichen Befestigung. Ausgrabungen von 1987 bis 1990 deuteten auf eine Siedlung hin, die aus der jüngeren römischen Kaiserzeit stammt. Die Tecklenburger Grafen errichteten hier eine Burg, die zum Kloster umgebaut wurde. Bauuntersuchungen ergaben, dass der Kirchturm aus dem 13. Jahrhundert mit drei Wänden den Burgturm weiternutzt. Lediglich die Nordwand wurde hinzugefügt. Wahrscheinliche Reste der Burg stellen außerdem ein Brunnen des 10./11. Jahrhunderts und ein Graben an der Nordmauer der Kirche dar, die beide bei Ausgrabungen entdeckt wurden.

### Klosterkirche
Die Klosterkirche St. Johannes stammt aus der Übergangszeit von der Romanik zur Gotik aus der ersten Hälfte des 13. Jahrhunderts. Die Saalkirche mit barocker Ausstattung wurde mehrfach umgebaut. Eine Dreifenstergruppe stammt aus dem dritten Jahrzehnt des 12. Jahrhunderts. Nach einem Brand im Jahr 1490 erhielt das Langhaus spätgotische Fenster. Der Kirchturm liegt südlich des Kirchenschiffs. Er war ursprünglich größerer als der gegenwärtige. Eine Besonderheit der Kirche in dieser Region ist die barocke Stuckdecke. Sie wird dem Bildhauer Joseph Geitner zugeschrieben. Im Chor befindet sich auf Nord- und Südseite Chorgestühl aus dem Jahr 1605 mit Flachschnitzerei. Die Kanzel (um 1725) mit der Darstellung der vier Evangelisten am Kanzelkorb und den Kirchenvätern Hieronymus, Augustinus, Gregor der Große, Ambrosius und einem Bischof (wahrscheinlich Benno II. von Osnabrück) auf dem Schalldeckel stammt von Thomas Simon Jöllemann (* 1670). Johann Adam Berner d. Ä. entwarf vermutlich den Orgelprospekt aus dem Barock. Die Monstranz wurde 1668 von dem Osnabrücker Goldschmied Johannes Sixtus Hartmann angefertigt.

### Klostergebäude
Von den ursprünglich drei oder vier Flügeln des Klosterbaus ist nur der Westflügel, der Konventsflügel, erhalten. Er wurde um 1230 erbaut und Anfang sowie Mitte des 18. Jahrhunderts wesentlich umgebaut. Reste spätgotischer Malereien sind am spätromanischen Kreuzgang erhalten. 1991/1992 wurde an der Rückseite ein Fresko freigelegt, das Kopf und Bischofsstab eines Heiligen zeigt. Vermutlich handelt es sich dabei um den heiligen Hieronymus. Die Decken von Refektorium und den Wohnräumen der Äbtissin im Konventsflügel wurden 1734 und 1735 mit Stuck verziert. Ein Seitenflügel, der 1736 gebaut worden war, wurde 1893 zum großen Teil abgerissen. Südlich des Turms ist ein zweigeschossiger Anbau von 1480 erhalten. Aus der Bauzeit stammen zwei spätgotische Fenster im Erdgeschoss. Die Stuckdecke dort ist das Werk von Joseph Geitner (um 1750).

### Kirchenbücher
Die Kirchenbücher der Klosterkirche wurden von Heinrich Gosmann aus Stemwede abgeschrieben und verkartet.

## Klostergeschichte
Nach der Reformation blieb das Kloster der Benediktinerinnen bestehen, doch nahm die Zahl der Ordensfrauen erheblich ab. Das Kirchspiel Bramsche wurde nach dem Westfälischen Frieden 1648 evangelisch, das Klosterleben wurde weitergeführt. 1738 wurde das Kloster zur Abtei erhoben. 1803 wurde es aufgehoben.

### Nach der Aufhebung 1803
Die Klosterkirche St. Johannes wurde 1815 Pfarrkirche für die katholische Bevölkerung aus Bramsche, Achmer, Epe, Hesepe, Kalkriese und Sögeln. Das Amt Vörden nutzte die Klostergebäude ab 1817 für Verwaltungszwecke. Zwischen 1937 und 1956 wurden Teile des Klosters durch die Möser-Mittelschule aus Osnabrück (heute Möser-Realschule am Westerberg) als Schullandheim genutzt. In der Zeit von 1986 bis 1987 wurden das Torhaus wie auch das Wirtschaftsgebäude als verbandliche Jugendbildungsstätte genutzt. Danach gingen die Klostergebäude nach zunehmendem Verfall in privaten Besitz über. Die Gebäude wurden grundlegend restauriert. Seit 2000 befinden sich darin die „Galerie im Kloster Malgarten“ sowie gastronomische Einrichtungen, eine Kunsttischlerei und ein Büro für Garten- und Landschaftsarchitektur. Im Kloster Malgarten lebte und arbeitete von 1999 bis 2011 der Osnabrücker Künstler Claus Gero Heitmann (* 1950).
Der gebürtige Bramscher Lichtkünstler Oliver Roth organisierte am ersten Dezember-Wochenende 2017 ein „Winterliches Klosterleuchten“ auf dem Gelände des Klosters.